# Cyclodinus basanicus
Cyclodinus basanicus is een keversoort uit de familie snoerhalskevers (Anthicidae). De wetenschappelijke naam van de soort is voor het eerst geldig gepubliceerd in 1913 door Sahlberg.